# لیک شر (مینه‌سوتا)
لیک شر، مینه‌سوتا (به انگلیسی: Lake Shore, Minnesota) یک شهر در ایالات متحده آمریکا است که در شهرستان کاس واقع شده‌است.

## خصوصیات
لیک شر ۴۷٫۰۱ کیلومترمربع مساحت و ۱٬۰۰۴ نفر جمعیت دارد و ۳۷۹ متر بالاتر از سطح دریا واقع شده‌است.